# Пюрю Кярккяйнен
Пюрю Кярккяйнен (фін. Pyry Kärkkäinen, нар. 10 листопада 1986, Кіурувесі) — фінський футболіст, захисник клубу «КуПС».

## Клубна кар'єра
У дорослому футболі дебютував 2003 року виступами за команду клубу «Палло-Керго 37», в якій провів один сезон. Протягом 2004–2006 років захищав кольори команди клубу «КуПС».
Своєю грою за останню команду привернув увагу представників тренерського штабу клубу «Лахті», до складу якого приєднався 2007 року. Відіграв за команду з Лахті наступний сезон своєї ігрової кар'єри. Більшість часу, проведеного у складі «Лахті», був основним гравцем захисту команди.
2009 року уклав контракт з клубом «ГІК», у складі якого провів наступний рік своєї кар'єри гравця. Граючи у складі «ГІКа» також здебільшого виходив на поле в основному складі команди.
До складу клубу «КуПС» повернувся 2011 року. Наразі встиг відіграти за команду 56 матчів в національному чемпіонаті.

## Виступи за збірну
Протягом 2006–2009 років залучався до складу молодіжної збірної Фінляндії, у складі якої брав участь у чемпіонаті Європи з футболу (2009). На молодіжному рівні зіграв у 12 офіційних матчах.